# Stasimopus steynburgensis
Stasimopus steynburgensis là một loài nhện trong họ Ctenizidae. S. steynburgensis được miêu tả năm 1915 bởi J. Hewitt.